# Óscar Andrés Tunjo
Óscar Andrés Tunjo Sánchez (Cali, Colombia; 5 de enero de 1996) es un piloto colombiano de automovilismo.

## Biografía
El piloto, nacido en la ciudad de Cali, Valle del Cauca, Colombia, empezó a competir a la edad de 5 años abordando sus primeros coches los Karts, donde obtuvo en su país sus primeros triunfos, siendo reconocido por la federación Colombiana de karting a nivel internacional el ser aprobado por la Escuela Mobil de Karting en Colombia, como el piloto más joven en recibir una licencia como piloto de infantil en la categoría de novatos, entre sus reconocimientos es haber sido campeón de todos los campeonatos nacionales y regionales en Colombia en la categoría Infantil. A los 8 años iniciaría su carrera internacional donde se coronó Campeón de la Categoría Aleví en España, y en cuyo mismo año recibió condecoraciones en su páis por su logro alcanzado.

## Trayectoria
Entre sus logros internacionales, han sido el título como Subcampeón Panamericano de la Easy Kart, Campeón de la Stars Of Karting Norteamérica y de la División Oeste Norteamérica, un tercer lugar en el Campeonato Mundial de Karting Easy Kart, un cuarto puesto Lugar Campeonato Europeo WSK Series, 2 Pole Position obtenidas en el Campeonato Mundial Karting Easy Kart en categoría Infantil y Junior, siendo el piloto más joven en la categoría KF3 con 12 años, también ha ocupado el 6° Lugar en el Campeonato GP Masters en el Reino Unido y Piloto Oficial Escudería MGM Birel Motorsports a nivel mundial.
El 2009 Oscar Andrés compitió en carreras Internacionales de la categoría KF3 como piloto de la constructora Birel Motorsports, siendo el piloto más joven a los 13 años de edad en clasificarse siempre a las finales entre las 5 primeras posiciones, siendo protagonista en la Winter Cup y El Campeonato WSK International Series de la (FIA).
Entre sus participaciones importantes se destaca la Escuela de la Fórmula Colombia en el Autódromo de Tocancipa, siendo el segundo piloto más rápido con los Instructores Argentinos Luciano Crespi y Tulio Crespi, bajo la tutoría de experimentados piloto colombianos como los Hermanos Juan Pablo y Gonzalo Clopatofsky.

### Fórmula BMW
En 2010 participó del Programa de jóvenes pilotos en el programa de entrenamientos en la Fórmula BMW con el equipo Meritus Racing, tras su preparación y evaluación por parte de BMW en Alemania recibió la autorización para participar en la Escuela de Licencia de Pilotos de la Fórmula BMW Pacífico. Tunjo terminó la temporada como subcampeón con una victoria en la carrera de Singapur. A finales de 2010 confirmó su participación en la Fórmula Renault 2.0 del año siguiente.

### Fórmula Renault
El 2011 realizó su debut en la Eurocopa de Fórmula Renault 2.0 a los 15 años con el equipo alemán Josef Kaufmann Racing siendo el más joven en su categoría. Tunjo consiguió su único podio en la primera carrera de Hungría, terminando en la décima posición del campeonato con 58 puntos.
En febrero de 2012 Tunjo fue presentado como piloto del programa IRace Professional del equipo de Lotus F1 Team. Para la temporada 2012 de la Fórmula Renault 2.0 Tunjo se unió al equipo Tech 1 Racing. Empezó la temporada con una pole y el segundo puesto en la segunda carrera de Aragón, volviendo al podio con la pole y victoria en la primera carrera en Cataluña de la última fecha del campeonato. Tunjo terminó en la séptima posición de la clasificación final con 73 puntos. 

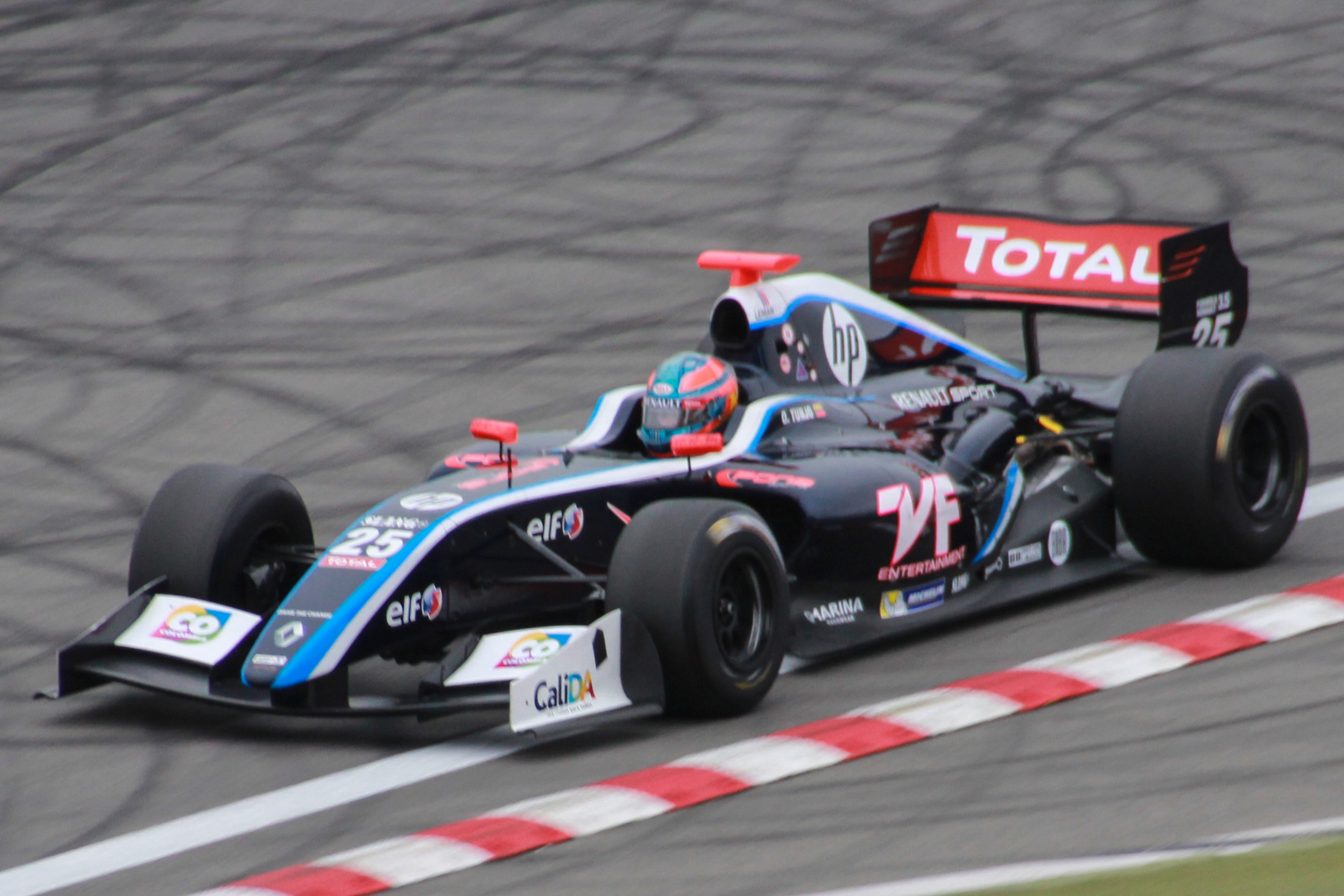
Tunjo con el auto de Pons Racing en 2014.

En 2013 Tunjo regresó al equipo Josef Kaufmann Racing para su tercera temporada en la Fórmula Renault 2.0. En el desarrollo de la temporada Tunjo sumó puntos constantemente, terminando tercero en Bélgica y segundo en Hungría. Terminó el campeonato en la sexta posición con 99 puntos. Al finalizar la temporada Tunjo hizo parte del Gran Premio de los Estados Unidos de 2013 cumpliendo las funciones de tercer piloto para Lotus F1 Team.
En 2014 Tunjo disputó la Fórmula Renault 3.5 con el equipo español Pons Racing. Tunjo ingreso a la competencia en reemplazo de Oliver Webb para la cuarta jornada realizada en Bélgica. Tunjo puntuó en tres de las doce carreras que disputó, terminando la temporada con 11 puntos en la vigésima segunda posición.

### GP3
En marzo de 2015 Tunjo anunció su ingreso a la categoría GP3 con el equipo Trident Racing. En las pruebas de pretemporada realizada en el Circuito de Estoríl, Portugal, Tunjo registró el mejor tiempo de la primera jornada. Inició la temporada en Barcelona sin puntuar en las dos carreras. En la segunda jornada en Austria, Tunjo ganó la segunda carrera y registró la vuelta rápida tras iniciar desde la novena posición. Luego de finalizar la tercera jornada en Silverstone, Tunjo anunció que no continuaría la temporada debido a la falta de patrocinadores.
En 2016 Tunjo se unió a Jenzer Motorsport. En la pretemporada registró el récord de pista en Barcelona para la categoría GP3, con 1:33.554, superando por dos décimas el récord vigente desde 2013. En el inicio de la temporada en Barcelona Tunjo fue octavo en la primera carrera y en la siguiente alcanzó el segunda lugar. Tras la segunda jornada en Austria, de nuevo los escasos patrocinadores le impidieron continuar con el equipo.
GT3
El año 2017 se coronó Campeón del STT Spezial Tourenwagen Championship conduciendo con el equipo Kornely Motorsports un Mercedes-AMG GT3 consiguiendo el mayor número de victorias del Campeonato y pole positions. 

## Resumen de carrera
| Temporada                                         | Categoría                                       | Equipo                                               | Carreras | Victorias | Poles | VR | Podios | Puntos | Pos. |
| ------------------------------------------------- | ----------------------------------------------- | ---------------------------------------------------- | -------- | --------- | ----- | -- | ------ | ------ | ---- |
| 2010                                              | Fórmula BMW Pacífico                            | Meritus Racing                                       | 15       | 1         | 1     | 3  | 5      | 141    | 2.º  |
| 2011                                              | Eurocopa de Fórmula Renault 2.0                 | Josef Kaufmann Racing                                | 14       | 0         | 0     | 0  | 1      | 58     | 10.º |
| 2011                                              | Copa de Europa del Norte de Fórmula Renault 2.0 | Josef Kaufmann Racing                                | 7        | 0         | 0     | 0  | 1      | 63     | 23.º |
| 2012                                              | Eurocopa de Fórmula Renault 2.0                 | Tech 1 Racing                                        | 14       | 1         | 2     | 0  | 2      | 73     | 7.º  |
| 2012                                              | Fórmula Renault Alpine 2.0                      | Tech 1 Racing                                        | 10       | 2         | 1     | 2  | 2      | 97     | 4.º  |
| 2012                                              | 6 horas de Bogotá                               | Auto Stok Renault Colombia                           | 1        | 0         | 0     | 0  | 0      | N/A    | 14.º |
| 2012                                              | 6 horas de Bogotá - ST2 1.601 a 2.000 c.c.      | Auto Stok Renault Colombia                           | 1        | 0         | 0     | 0  | 1      | N/A    | 3.º  |
| 2013                                              | Eurocopa de Fórmula Renault 2.0                 | Josef Kaufmann Racing                                | 14       | 0         | 0     | 0  | 2      | 99     | 6.º  |
| 2013                                              | Copa de Europa del Norte de Fórmula Renault 2.0 | Josef Kaufmann Racing                                | 7        | 1         | 2     | 1  | 3      | 118    | 13.º |
| 2014                                              | Fórmula Renault 3.5 Series                      | Pons Racing                                          | 12       | 0         | 0     | 0  | 0      | 11     | 22.º |
| 2015                                              | GP3 Series                                      | Trident                                              | 6        | 1         | 0     | 0  | 1      | 17     | 15.º |
| 2016                                              | GP3 Series                                      | Jenzer Motorsport                                    | 5        | 0         | 0     | 1  | 1      | 18     | 16.º |
| 2017                                              | Special Tourenwagen Trophy                      | Kornely Motorsport                                   | 10       | 7         | 4     | 7  | 9      | 186    | 1.º  |
| 2018                                              | 6 horas de Bogotá                               | Sesana Racing Team                                   | 1        | 1         | 0     | 1  | 1      | N/A    | 1.º  |
| 2018                                              | ADAC GT Masters                                 | Phoenix Racing                                       | 14       | 0         | 0     | 0  | 0      | 9      | 33.º |
| 2018                                              | GT4 Central European Cup                        | Phoenix Racing                                       | 2        | 1         | 1     | 0  | 2      | 43     | 12.º |
| 2019                                              | Blancpain GT World Challenge Europe             | Belgian Audi Club Team WRT                           | 10       | 0         | 0     | 0  | 0      | 6.5    | 19.º |
| 2019                                              | Blancpain GT World Challenge Europe - Silver    | Belgian Audi Club Team WRT                           | 10       | 1         | 1     | 0  | 5      | 75     | 5.º  |
| 2020                                              |                                                 |                                                      |          |           |       |    |        |        |      |
| GT World Challenge Europe Sprint Cup - Silver Cup | Toksport WRT                                    | 7                                                    | 1        | 1         | 0     | 5  | 69     | 4.º    |      |
| 2021                                              | Toksport WRT                                    | GT World Challenge Europe Sprint Cup - Silver Cup    | 10       | 1         | 2     | 0  | 6      | 80     | 4.º  |
| 2021                                              | Toksport WRT                                    | GT World Challenge Europe Endurance Cup - Silver Cup | 1        | 0         | 0     | 0  | 0      | 1      | 10.º |
| 2021                                              | Toksport WRT                                    | Intercontinental GT Challenge                        | 1        | 0         | 0     | 0  | 0      | 2      | 20.º |
| 2022                                              | European Le Mans Series - LMGTE                 | Rinaldi Racing                                       | 2        | 0         | 0     | 0  | 0      | 8      | 21.º |
| 2022                                              | Prototype Cup Germany                           | Rinaldi Racing                                       | 6        | 0         | 0     | 0  | 2      | 63.5   | 7.º  |
| 2022                                              | GT World Challenge Europe Endurance Cup         | Madpanda Motorsport                                  | 1        | 0         | 0     | 0  | 0      | 0      | NC   |
| 2022                                              | IMSA Prototype Challenge                        | Mühlner Motorsports America                          | 1        | 0         | 0     | 0  | 0      | 240    | 31.º |
| 2023                                              | European Le Mans Series - LMP3                  | WTM by Rinaldi Racing                                | 6        | 1         | 1     | 0  | 3      | 66     | 3.º  |
| 2023                                              | Prototype Cup Germany                           | JvO Racing by Downforce Motorsports                  | 2        | 1         | 1     | 1  | 2      | 173    | 2.º  |
| 2023                                              | Prototype Cup Germany                           | Van Ommen Racing by DataLab                          | 10       | 2         | 1     | 2  | 5      | 173    | 2.º  |
| 2024                                              | European Le Mans Series - LMP3                  | WTM by Rinaldi Racing                                | 6        | 0         | 0     | 1  | 0      | 38     | 10.º |
| Fuente:                                           |                                                 |                                                      |          |           |       |    |        |        |      |

## Resultados

### GP3 Series
(Clave) (negrita indica pole position) (cursiva indica vuelta rápida puntuable)

| Año  | Escudería         | 1   | 1   | 2   | 2   | 3   | 3   | 4   | 4   | 5   | 5   | 6   | 6   | 7   | 7   | 8   | 8   | 9   | 9   | Pos. | Puntos | Ref.   |
| ---- | ----------------- | --- | --- | --- | --- | --- | --- | --- | --- | --- | --- | --- | --- | --- | --- | --- | --- | --- | --- | ---- | ------ | ------ |
| 2015 | Trident           | BAR | BAR | SPI | SPI | SIL | SIL | BUD | BUD | SPA | SPA | MNZ | MNZ | SOC | SOC | SAK | SAK | YMC | YMC | 15.º | 17     | [ 21 ] |
| 2015 | Trident           | 16  | 11  | 9   | 1   | 11  | 10  |     |     |     |     |     |     |     |     |     |     |     |     | 15.º | 17     | [ 21 ] |
| 2016 | Jenzer Motorsport | BAR | BAR | SPI | SPI | SIL | SIL | BUD | BUD | HOC | HOC | SPA | SPA | MNZ | MNZ | KUA | KUA | YMC | YMC | 16.º | 18     | [ 22 ] |
| 2016 | Jenzer Motorsport | 8   | 2   | 14  | 13  |     |     |     |     |     |     | 15  | DNS |     |     |     |     |     |     | 16.º | 18     | [ 22 ] |

### Blancpain GT World Challenge Europe results
| Año  | Equipo                     | Auto            | Clase  | 1        | 2         | 3        | 4       | 5        | 6        | 7        | 8       | 9        | 10        | Pos. | Puntos |
| ---- | -------------------------- | --------------- | ------ | -------- | --------- | -------- | ------- | -------- | -------- | -------- | ------- | -------- | --------- | ---- | ------ |
| 2019 | Belgian Audi Club Team WRT | Audi R8 LMS     | Silver | BRH 1 9  | BRH 2 Ret | MIS 1 25 | MIS 2 9 | ZAN 1 11 | ZAN 2 25 | NÜR 1 11 | NÜR 2 6 | HUN 1 16 | HUN 2 14  | 5.º  | 75     |
| 2020 | Toksport WRT               | Mercedes-AMG GT | Silver | MIS 1 WD | MIS 2 WD  | MIS 3 WD | MAG 1 8 | MAG 2 8  | ZAN 1 13 | ZAN 2 5  | CAT 1 9 | CAT 2 7  | CAT 3 RET | 4.º  | 69     |

### Página oficial del Piloto
- Página oficial de Oscar Tunjo - Biografía En Español.
- Perfil de Facebook del Piloto En Español.
- Página de Fanes de Facebook de Oscar Tunjo.

### Estadísticas de las temporadas de la Eurocopa Fórmula Renault 2.0
- Eurocopa de Fórmula Renault 2.0 Página oficial En Francés.